# Alex Magallanes
Alex Segundo Magallanes Jaimes, né le 1er mars 1974 à Lima au Pérou, est un footballeur international péruvien qui évoluait au poste de milieu de terrain.

## Biographie

### Carrière en club
Il remporte quatre titres de champion du Pérou avec le club du  Sporting Cristal.

### Carrière en sélection
International péruvien, Magallanes joue 17 matchs (pour aucun but inscrit) entre 1995 et 1997. 
Il figure dans le groupe des sélectionnés lors des Copa América de 1995 et de 1997 et se classe quatrième de la compétition en 1997.
Il joue également quatre matchs comptant pour les tours préliminaires de la coupe du monde 1998.

## Palmarès
| Sporting Cristal - Championnat du Pérou (4) : - Vainqueur : 1994, 1995, 1996 et 2002. |  | José Gálvez - Championnat du Pérou D2 (1) : - Vainqueur : 2011. |